# ميكي برانتلي
ميكي برانتلي (بالإنجليزية: Mickey Brantley)‏ هو لاعب كرة قاعدة أمريكي، ولد في 17 يونيو 1961 في كاتسكيل في الولايات المتحدة.

## وصلات خارجية
- ميكي برانتلي على موقع الدوري الياباني لكرة القاعدة (الإنجليزية)
- ميكي برانتلي على موقعبيزبول رفرنس.كوم (الدوري الرئيسي) (الإنجليزية)
- ميكي برانتلي على موقعبيزبول رفرنس.كوم (الدوري الثانوي) (الإنجليزية)
- ميكي برانتلي على موقع مشجعي الرسوم البيانية (الإنجليزية)